# Kazimierz Malewicz

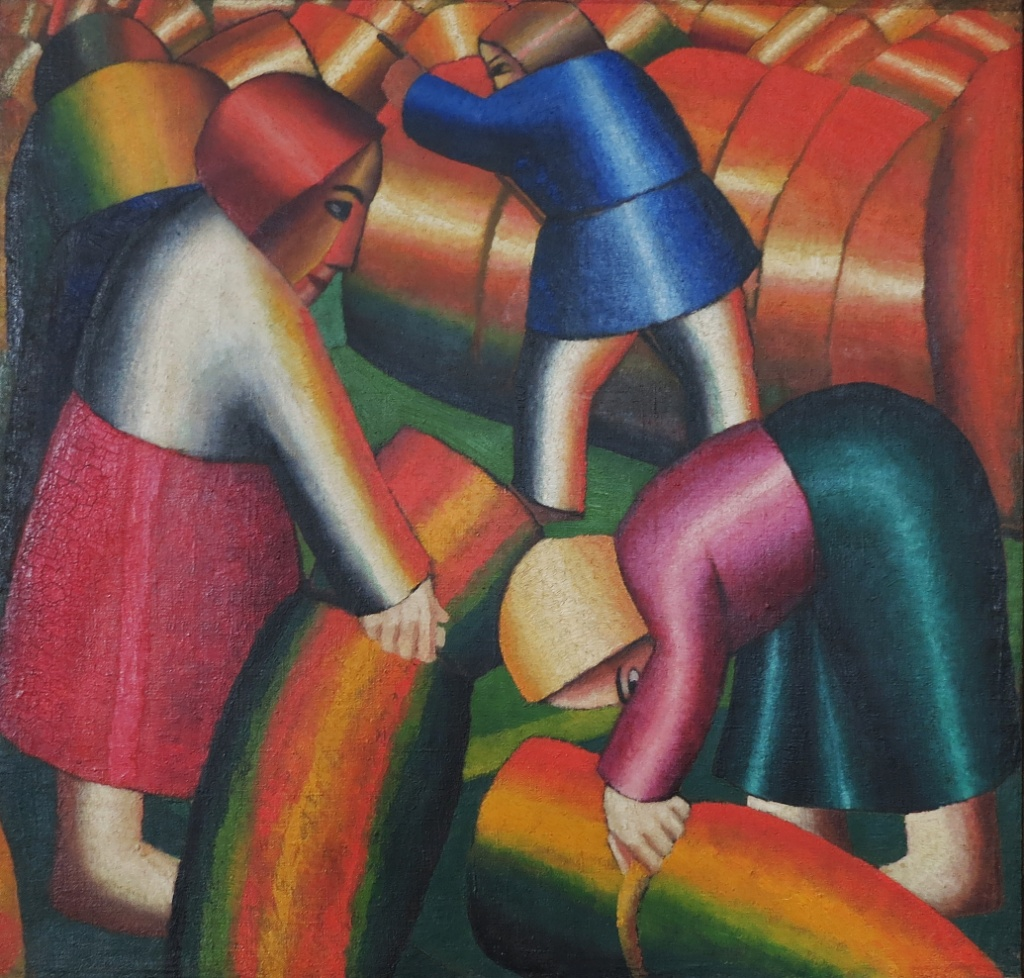
Żniwa, 1911

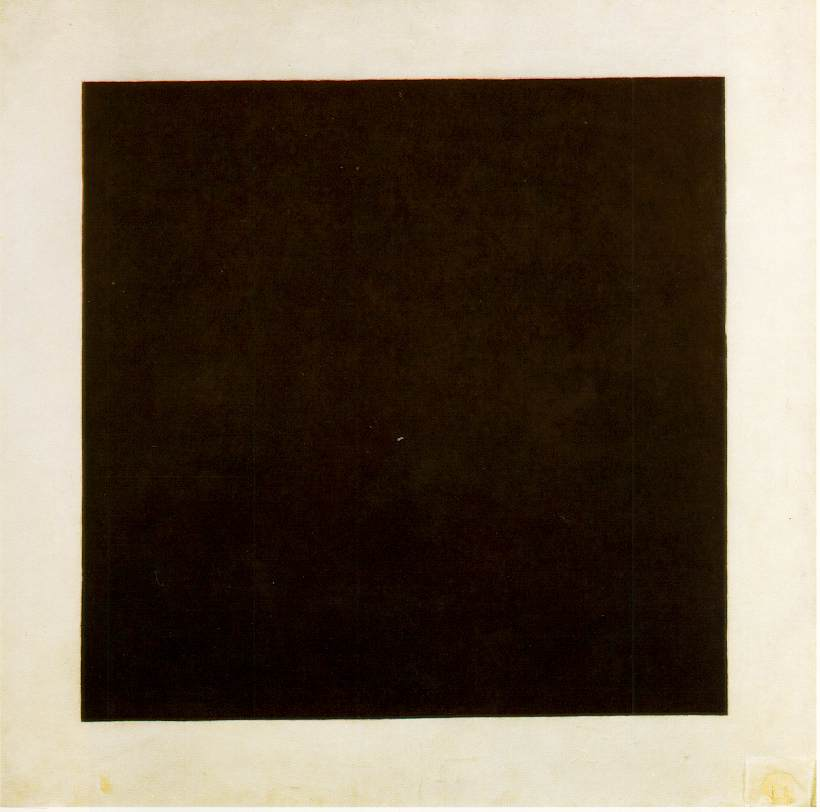
Czarny kwadrat, 1915

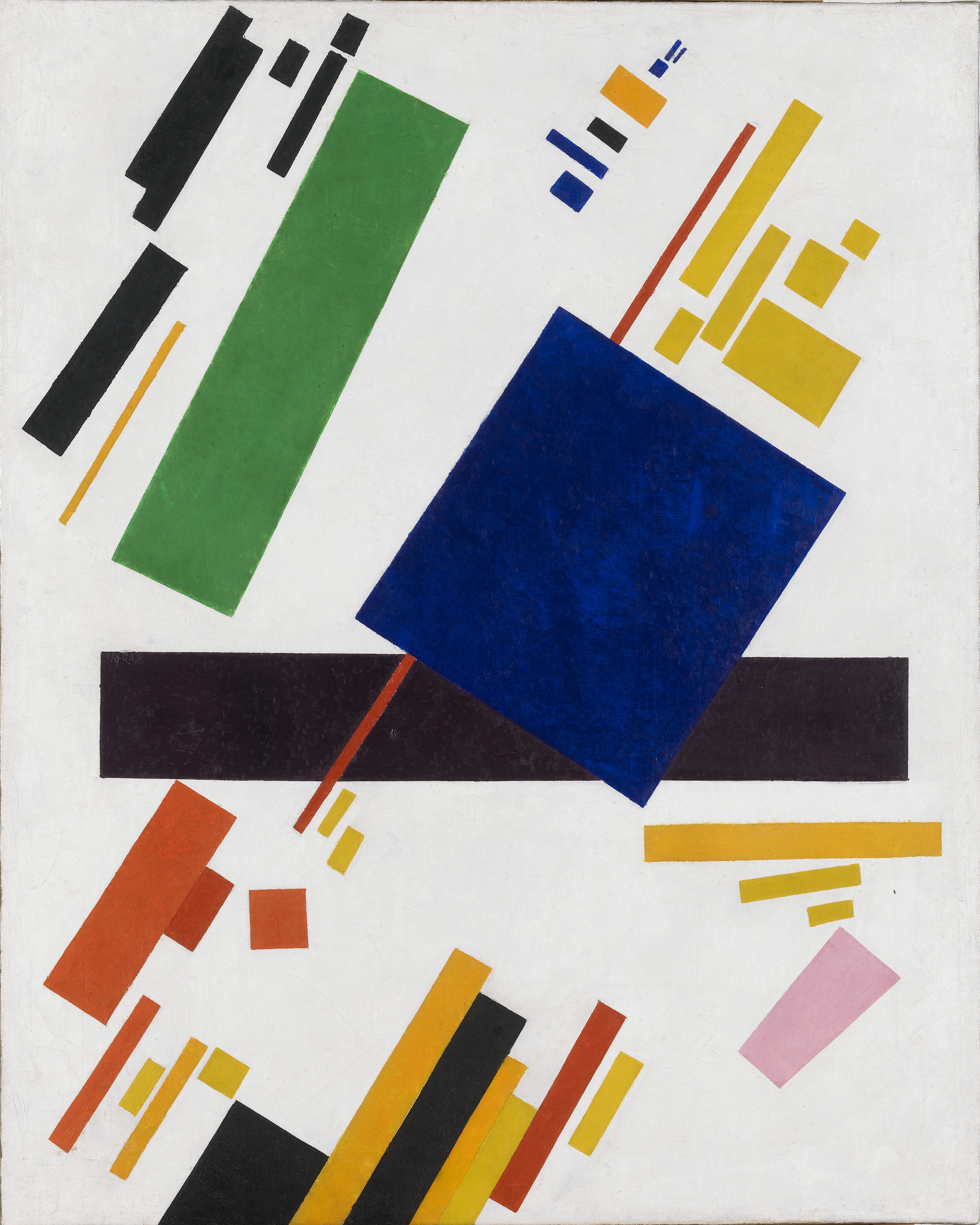
Kompozycja suprematyczna, 1916

Kazimierz Malewicz (ros. Казимир Северинович Малевич, ur. 11 lutego?/23 lutego 1879 w Kijowie, zm. 15 maja 1935 w Leningradzie) – rosyjski,  ukraiński, malarz, pedagog, komunistyczny filozof, teoretyk sztuki oraz urzędnik państwowy polskiego i białoruskiego pochodzenia. Czołowy artysta awangardy, twórca suprematyzmu. Związany m.in. z Bubnowym Waletem, Wchutiemasem i Unowisem. Od 1918 roku urzędnik Ludowego Komisariatu Oświaty Rosyjskiej FSRR, w 1929 roku komisarz ludowy (minister) sztuk wizualnych Rosyjskiej FSRR. Jeden z najważniejszych przedstawicieli oficjalnej kultury rosyjskiej i radzieckiej lat 1917–1935.
Jego twórczość wywarła znaczący wpływ na rozwój międzynarodowej awangardy, w tym polskiej awangardy lat 20. XX wieku. Był zapowiedzią minimalistów. Do jego najsłynniejszych dzieł zalicza się Czarny kwadrat na białym tle, pokazany po raz pierwszy w 1915 roku w Piotrogrodzie. Pomysł tego obrazu miał się narodzić w 1913 roku, podczas pracy nad scenografią i kostiumami do „futurystycznej opery” Zwycięstwo nad słońcem Michaiła Matiuszyna.

## Życiorys

### Pochodzenie i narodowość
Pochodził z zamieszkałej w Rosji polskiej katolickiej rodziny szlacheckiej, mającej ze strony ojca białoruskie korzenie. Urodził się w Kijowie, jego rodzice Seweryn Antonowicz i Ludwika Aleksandrowna Malewiczowie byli Polakami.Ihor Malewicz, wnuczek brata Kazimierza Malewicza, w swojej książce pt. Kazimierz Malewicz twierdzi, że przodkowie artysty nie pochodzili z terytorium dzisiejszej Ukrainy, lecz z regionu Kapylszczyzny, położonego na zachodzie współczesnego obwodu mińskiego na Białorusi. Zdaniem autora już ojciec Kazimierza, Stepin-Seweryn Malewicz, miał powody do fałszowania wybranych epizodów ze swojego życia. Jako uczestnik powstania styczniowego pod przywództwem Kastusia Kalinowskiego, po stłumieniu zrywu został zmuszony do ucieczki przed carskimi siłami represyjnymi. Wiadomo, że Seweryn Antonowicz mówił „prostym” (białoruskim) językiem. Ojciec był zarządcą u fabrykanta cukru. Kazimierz był pierwszym z 14 rodzeństwa, z których jedynie dziewięcioro osiągnęło dojrzałość. Władał biegle polskim i rosyjskim, które były językami ojczystymi artysty. Jego rodzina często przeprowadzała się i dzieciństwo spędził na wsiach w guberniach podolskiej i wołyńskiej, gdzie przyswoił sobie także język ukraiński. Według Ihora Malewicza, Kazimierz Malewicz wysyłał listy do jego babci i dziadka Pawła, który był rodzonym bratem Kazimierza, napisane białoruską gwarą lokalną alfabetem łacińskim. Malewicz w różnych okresach deklarował swoje polskie pochodzenie lub narodowość. Według niektórych badaczy ukraińskich (np. Myrosława Szkandrija) opierających się na sprawach karnych wytaczanych mu w latach 20. i 30., a także ustnych zeznaniach siostry artysty, w okresie korienizacji Malewicz miał określać siebie jako Ukraińca, a zadeklarowanie narodowości polskiej miało wynikać jakoby z chęci znalezienia pracy w Polsce. Publikował artykuły w języku ukraińskim na temat sztuki w czasopiśmie „Nowaja Generacja”, wykładał w języku ukraińskim w Kijowskim Instytucie Sztuk Pięknych. W 1930 r. Malewicz został aresztowany i przez dwa tygodnie był przesłuchiwany. Po przesłuchaniach na których twierdził, że jest Ukraińcem, artysta miał odciąć się od narodowości ukraińskiej, oświadczając m.in. „nie chcę już być więcej Ukraińcem”. 
Związany trwale z Rosją i rosyjskimi kręgami artystycznymi, wykładał na rosyjskich uczelniach. Przez całe życie był obywatelem kolejno: Imperium Rosyjskiego (1879–1917), Rosyjskiej FSRR (1917–1922) i Związku Radzieckiego (1922–1935). Od 1896 roku mieszkał w Kursku, potem w Moskwie i Petersburgu. Poparł rewolucję październikową, związał się z Rosyjską Partią Komunistyczną. Swoją nową, radykalną koncepcję sztuki utożsamiał ze zmianami politycznymi w Rosji. W 1918 roku został rosyjskim urzędnikiem państwowym, w 1929 roku ministrem (komisarzem ludowym) Rosyjskiej FSRR i w 1932 roku dyrektorem laboratorium Muzeum Rosyjskiego w Leningradzie.

### Wykształcenie i okres twórczy
Początkowo, w latach 1895–1896 uczył się rysunku w Kijowie. Od 1896 zamieszkał razem z rodzicami w Kursku, gdzie ożenił się z Kazimierą Iwanowną Zglejc około 1899 roku.
W latach 1905–1910 uczył się malarstwa w studiu Iwana Rerberga w Moskwie. W tym okresie przeniósł się do Moskwy i ożenił po raz drugi. Od 1910 roku związał się z awangardą moskiewską, wystawiał z grupami: Bubnowyj Walet, Gołubaja rosa i Oslinnyj chwost. Początkowo znajdował się pod wpływem Paula Cézanne’a, rosyjskich postimpresjonistów, fowizmu, ekspresjonizmu i kubizmu. W 1915 roku w Piotrogrodzie ogłosił program suprematyzmu, najbardziej radykalnego kierunku abstrakcjonizmu. Odrzucał ikonografię sztuki przedstawieniowej, uznając linię prostą oraz nie występujący nigdzie w przyrodzie kwadrat jako symbole przewagi człowieka nad chaosem. Zapoczątkowaną przez siebie rewolucję w sztuce utożsamiał z rewolucją socjalistyczną w Rosji.
Po rewolucji październikowej prowadził działalność pedagogiczną i artystyczną w Witebsku, pozostającego wówczas w granicach Rosyjskiej FSRR (grupa Unowis). W 1918 roku został urzędnikiem Ludowego Komisariatu Oświaty Rosyjskiej FSRR. W 1921 roku brał udział w wystawie z okazji III Kongresu Rosyjskiej Partii Komunistycznej. W latach 1922–1926 kierował Państwowym Instytutem Kultury Artystycznej w Piotrogrodzie. Jego pierwsza zagraniczna wystawa odbyła się w 1922 roku w ramach "Pierwszej Wystawy Sztuki Rosyjskiej w Niemczech", zorganizowanej w Berlinie przez Wasilija Kandinskiego. Na wystawie przedstawiono jego cztery suprematystyczne i jeden kubistyczny obraz.
Od 8 do 29 marca 1927 roku przebywał w Warszawie, gdzie odbyła się jego pierwsza indywidualna zagraniczna wystawa w warszawskim Hotelu Polonia. Od 29 marca do 5 czerwca 1927 roku w Berlinie, po czym powrócił do Rosji. Opublikował traktat Świat bezprzedmiotowy, stając się autorytetem awangardy europejskiej. W dalszej swojej twórczości rozwijał suprematyzm i poszukiwał zastosowań dla swej teorii w urbanistyce.
W 1929 roku dzięki poparciu Anatolego Łunaczarskiego objął urząd komisarza ludowego (ministra) sztuk wizualnych Rosyjskiej FSRR. W 1930 roku odbyły się jego wystawy w Berlinie, Wiedniu i Kijowie.
20 września 1930 roku został aresztowany przez NKWD pod zarzutem szpiegostwa na rzecz Niemiec. Oskarżenie o szpiegostwo doprowadziło do częściowej izolacji artysty i utraty jego wpływu w ZSRR. W trakcie śledztwa wystawa w Kijowie została zamknięta. W więzieniu przebywał do 8 grudnia 1930 roku, po czym został przypuszczalnie za wstawiennictwem swojego przyjaciela i komisarza Kiriłła Szutki uniewinniony i odzyskał wolność.
W następnych latach jego twórczość rozwijała się w kierunku sztuki zdecydowanie bardziej realistycznej, zgodnie z nowym kierunkiem w partii komunistycznej. Od 1931 roku pracował nad projektem Teatru Pięknego w Leningradzie (obecnie Bałtijski Dom). W październiku 1932 roku artysta objął stanowisko dyrektora Laboratorium Eksperymentalnego Muzeum Rosyjskiego w Leningradzie. W 1932 roku zachorował na raka gruczołu krokowego. W 1933 roku odbyła się wystawa Malewicza z okazji 15. lecia twórczości artystycznej w Rosyjskiej FSRR. W 1933 roku jego dotychczasowy protektor Antolij Łunaczarski zmarł w drodze na placówkę radziecką w Hiszpanii. Malarz w latach 30. namalował serię obrazów figuratywnych odwołujących się często do ideologii komunistycznej oraz rozpoczął pracę nad projektem monumentalnego obrazu „Soc-miasto”, który jednak nigdy nie został dokończony. W 1934 roku uczestniczył w leningradzkiej wystawie Kobieta w Budowaniu Socjalizmu. 24 kwietnia 1935 roku artysta uczestniczył w I Wystawie Leningradzkich Artystów utrzymanej w duchu socrealizmu, po czym został zmuszony przerwać działalność artystyczną na skutek postępującej choroby.
Malewicz zmarł 15 maja 1935 roku w swoim domu w Leningradzie. Ceremonię pogrzebową rozpoczęła procesja ciągnąca się ulicami Leningradu poczynając od domu artysty do dworca kolejowego, gdzie trumnę artysty umiejscowiono w pociągu do Moskwy, a następnie przetransportowano ją do podmoskiewskiej, letniej rezydencji Malewicza w Niemczinowce.

## Twórczość
Początki twórczości Kazimierza Malewicza związane z realizmem i późnym romantyzmem w malarstwie pejzażowym, nie są znane. Artysta spalił swój dorobek z tego okresu w 1906 roku, w chwili, gdy opuszczał Kursk i przenosił się do Moskwy – przyszłej stolicy malarstwa rosyjskiego. Wykorzystując dokonania impresjonizmu, proponował własną odmianę zasad ustalonych przez szkołę francuską. Dalsze koleje jego życia artystycznego przypominają katalog głównych tendencji europejskich: symbolizm, styl Cézanne’a, fowizm, kubizm.
W 1910 wystawiał po raz pierwszy, jako przedstawiciel awangardy fowistyczno-ekspresjonistycznej. Odkrył go Michaił Łarionow i zaprosił do wzięcia udziału w pierwszej wystawie Bubnowego Waletu. Odtąd wszystkie poczynania artystyczne Malewicza były krok po kroku obserwowane przez jego moskiewskich kolegów, dla których stał się niekwestionowanym autorytetem. Malewicz zaczął malować liczne serie gwaszy ekspresjonistycznych, w których – jak to sam później określi – kolor wyzwolił się od kształtu. Ten ekspresyjny kolor stał się główną treścią jego poszukiwań: doprowadzał go do szaleństwa. Ale zamiast naśladować emfatycznego Kandinsky’ego lub bliższego mu Łarionowa, Malewicz miał świadomość wagi malarstwa figuratywnego, które tworzyło tradycję zachodniej sztuki wizualnej. Dlatego też, od 1911, zajmował się analizą kształtów kubistycznych i szybko doszedł do wyodrębnienia czystego planu malarskiego. Jego doświadczenie futurystyczne pomogło mu uniknąć wszelkich niebezpieczeństw formalnych.
Jesienią 1913 nastąpiło zerwanie ze stylem figuratywnym; miało to miejsce przy okazji opracowywania scenografii i kostiumów do opery futurystycznej Matiuszyna Zwycięstwo nad Słońcem. W tej scenograficznej oprawie po raz pierwszy warstwa malarska została oddzielona od warstwy iluzjonistyczno-przedstawieniowej i stała się całkowicie odrębną wartością sztuki. Ten przeskok dokonał się niemal nieświadomie i trzeba było jeszcze dwóch lat wytężonej pracy, aby wyzwolić malarstwo z więzów naśladownictwa.
W czerwcu 1915 Malewicz namalował obraz, na którym widnieje na białym tle pojedynczy obiekt malarski: czarny czworobok. Ten czworobok mający mało wspólnego z odwzorowaniem formy geometrycznej, jest malarskim bytem. Pierwszy cykl prac, powstałych bezpośrednio potem, był manifestacją przewagi czystego koloru, występującego pod postacią dwuwymiarowych płaszczyzn barwnych, z których każda została obdarzona własną energią. Odrzucając więź ze światem przedmiotów spoza obrazu, Malewicz nazwał ten rodzaj sztuki bezprzedmiotową i określił wymyślony przez siebie system przewagi czystego koloru mianem suprematyzmu. Pierwsza wystawa dzieł suprematycznych miała miejsce w Piotrogrodzie, w grudniu 1915, i odbyła się w ramach Ostatniej wystawy futurystów 0,10.
Od początku 1916 Malewicz pochłonięty był odkrywaniem świata form bezprzedmiotowych. Po supremacji koloru nastąpił nagle okres konstrukcji kosmicznych: konstelacji kształtów i brył rozrzuconych swobodnie w przestrzeni pozaziemskiej. Kolejny etap suprematyzmu wiązał się z poszukiwaniem czysto egzystencjalnych możliwości w planie malarskim. Jego uwieńczeniem było odrzucenie logiki koloru: suprematyzm bieli doprowadził do granicy obrazu. Białemu kwadratowi na białym tle z 1918 towarzyszył następny manifest suprematystyczny, w którym Malewicz zapewniał, że tworzenie bezprzedmiotowe osiągnęło nową oprawę filozoficzną: tylko w czystej bezprzedmiotowości idea dominuje nad praktyką.

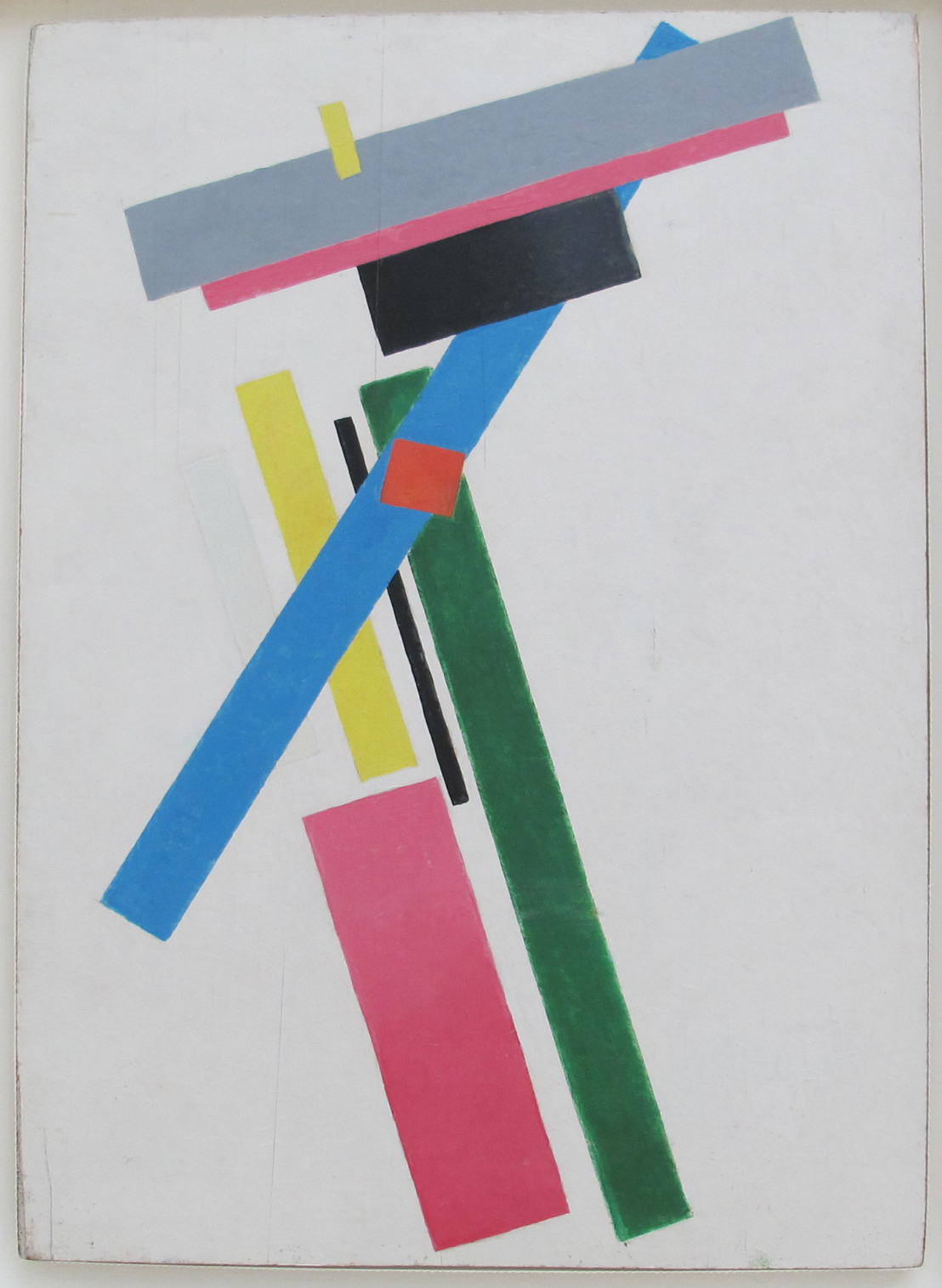
Supremus No. 67, 1928. Kazimierz Malewicz

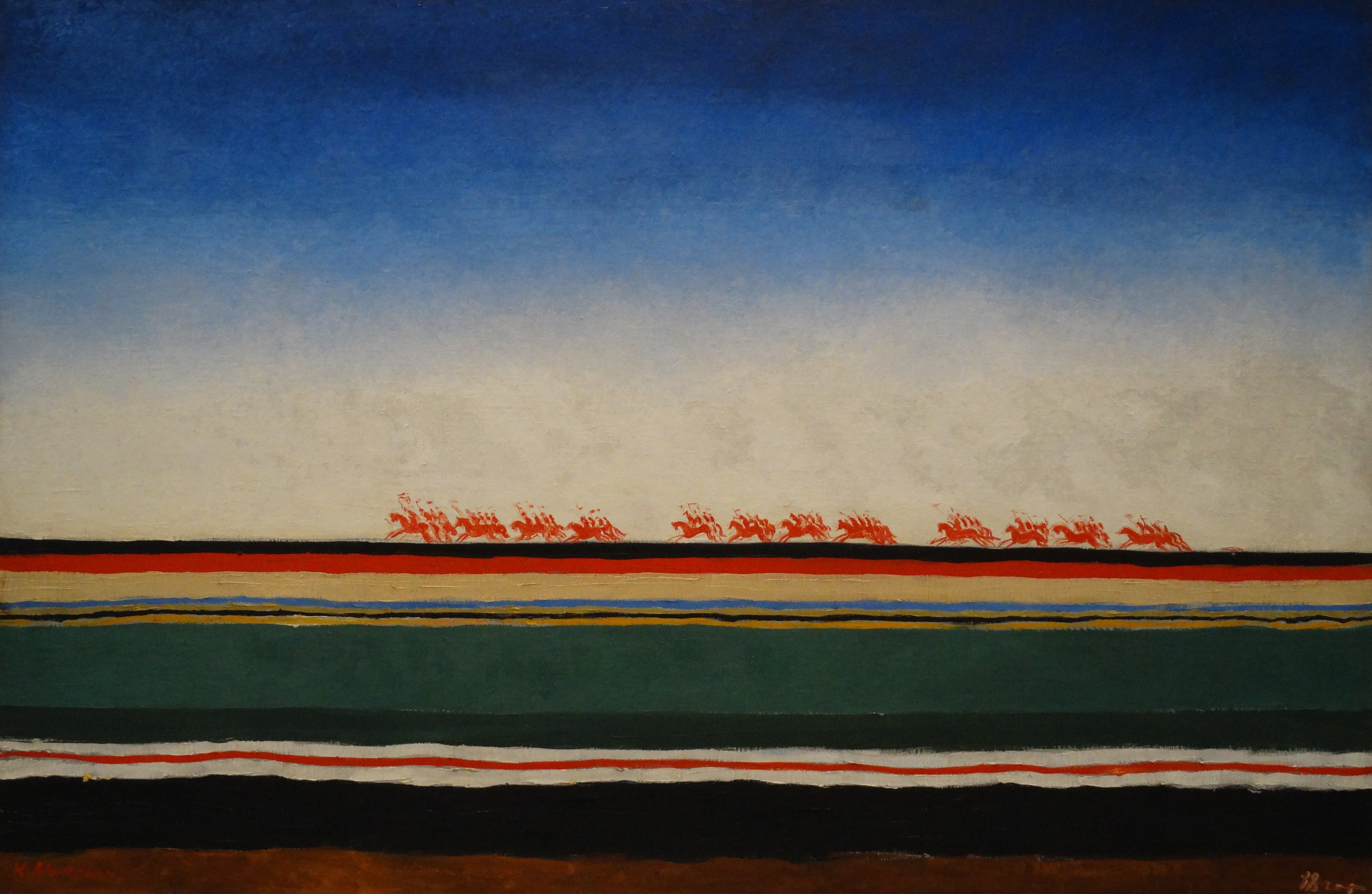
Czerwona kawaleria, 1932 (91 × 140 cm). Kazimierz Malewicz

Od 1920 zajmował się w teorii i w praktyce architekturą idealną; stworzył w latach 20, liczne modele architektoniczne, tzw. architektony. Na przełomie lat 20. i 30. architektura była jedyną dziedziną pozwalającą artyście utrzymać się na powierzchni życia społecznego. Jednocześnie zajął się też malarstwem postsuprematycznym, mającym charakter symboliczny.

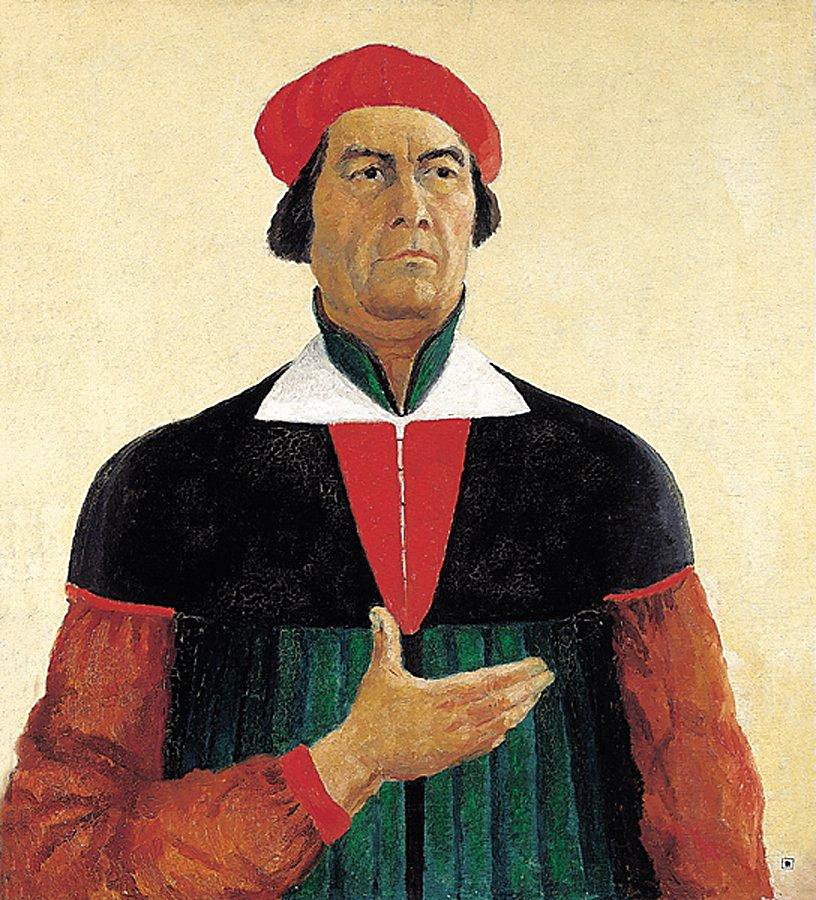
Autoportret, 1933 (73 × 66 cm, Państwowe Muzeum Rosyjskie). Kazimierz Malewicz

W następnych latach jego twórczość rozwijała się w kierunku sztuki zdecydowanie bardziej realistycznej, zgodnie z nowym kierunkiem w partii komunistycznej. Odszedł od abstrakcjonizmu i powrócił do malowania uproszczonych pejzaży, obrazów z figurami nawiązując ponownie do sztuki ikony, tworząc koncepcję nowoczesnej figuracji. Od 1931 roku pracował nad projektem Teatru Pięknego w Leningradzie (obecnie Bałtijski Dom). W 1932 roku odbyła się publiczna wystawa Malewicza z okazji 15. lecia twórczości artystycznej w Rosyjskiej FSRR. W tym czasie Malewicz namalował m.in. serię swoich autoportretów oraz obraz „Czerwona kawaleria”. Malarz rozpoczął także pracę nad projektem monumentalnego obrazu „Soc-miasto”, który jednak nigdy nie został dokończony. W 1933 roku jego dotychczasowy protektor Antolij Łunaczarski zmarł w drodze na placówkę radziecką w Hiszpanii. 24 kwietnia 1935 roku artysta uczestniczył w Pierwszej Wystawie Leningradzkich Artystów utrzymanej w duchu socrealizmu, która była zarazem ostatnią wystawą odbytą za życia Malewicza. Na wystawie zostały przedstawione m.in. jego cztery portrety, w tym „Autoportret” z 1933 roku. Artysta został wkrótce zmuszony przerwać działalność artystyczną na skutek postępującej choroby. Zmarł w Leningradzie 15 maja 1935 roku.

### Wybrane dzieła
- Czarny kwadrat na białym tle, 1914
- Czerwony kwadrat, 1915

- Czarne koło, 1915
- Kompozycja suprematyczna, 1916
- Kompozycja suprematyczna: białe na białym, 1918